# John Goodyer

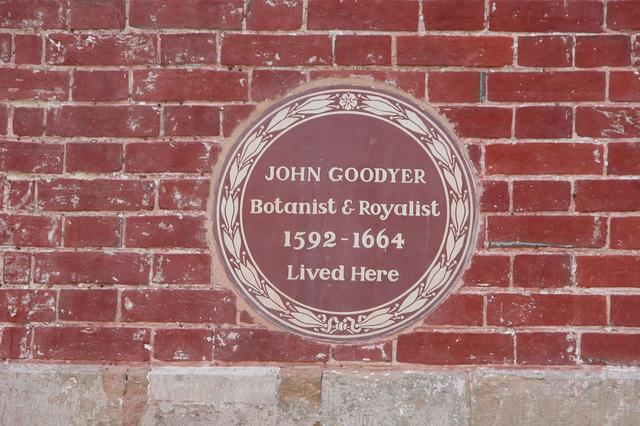
Placa na casa de John Goodyer em Petersfield.

John Goodyer (1592–1664) foi um botânico que viveu em Hampshire, Reino Unido.